# Unmyeonggwa bunno
Unmyeonggwa bunno (운명과 분노?; lett. "Destino e rabbia"), nota anche con il titolo internazionale in lingua inglese Fates & Furies, è una serie televisiva sudcoreana del 2018.

## Trama
Goo Hae-ra, la quale si trova in ristrettezze economiche, avvicina per interesse – con la prospettiva di un ricco pagamento – il ricco Tae In-joon, riuscendo a farlo innamorare di lui. Nel frattempo, inizia però a provare rimorso per le proprie azioni, oltre che a un sempre maggiore desiderio di vendetta, dopo avere scoperto che la sorella, in coma da tempo, è stata vittima del tentativo di omicidio da parte di un membro della famiglia di In-joon.